# 속보이는TV 人사이드
《속보이는TV 人사이드》는 2017년 4월 13일부터 2018년 11월 1일까지 방송된 KBS 2TV 시사교양 프로그램이다.

## 기획 의도
사건, 사고 뒤에 가려진 사람의 심리를 분석하고 이해를 돕는 프로그램.

## 방송 시간
| 방송 채널 | 방송 기간                        | 방송 시간                       | 방송 분량 |
| --------- | -------------------------------- | ------------------------------- | --------- |
| KBS 2TV   | 2017년 4월 13일 ~ 2017년 9월 7일 | 매주 목요일 저녁 8:55 ~ 밤 9:55 | 60분      |
| KBS 2TV   | 2018년 3월 8일 ~ 2018년 11월 1일 | 매주 목요일 저녁 8:55 ~ 밤 9:55 | 60분      |

## 시청률
- AGB 닐슨 미디어리서치

| 회차 | 방송 일자        | 전국 시청률(증감치) |
| ---- | ---------------- | ------------------- |
| 1회  | 2017년 4월 13일  | 3.1%                |
| 2회  | 2017년 4월 20일  | 4.4% (+1.3)         |
| 3회  | 2017년 4월 27일  | 7.1% (+2.7)         |
| 4회  | 2017년 5월 4일   | 3.4% (-3.7)         |
| 5회  | 2017년 5월 11일  | 4.4% (+1.0)         |
| 6회  | 2017년 5월 18일  | 3.7% (-0.7)         |
| 7회  | 2017년 5월 25일  | 2.7% (-1.0)         |
| 8회  | 2017년 6월 1일   | 2.9% (+0.2)         |
| 9회  | 2017년 6월 8일   | 5.3% (+2.4)         |
| 10회 | 2017년 6월 15일  | 5.5% (+0.2)         |
| 11회 | 2017년 6월 22일  | 3.3% (-2.2)         |
| 12회 | 2017년 6월 29일  | 3.5% (+0.2)         |
| 13회 | 2017년 7월 6일   | 4.2% (+0.7)         |
| 14회 | 2017년 7월 13일  | 4.6% (+0.4)         |
| 15회 | 2017년 7월 20일  | 4.4% (-0.2)         |
| 16회 | 2017년 7월 27일  | 4.1% (-0.3)         |
| 17회 | 2017년 8월 3일   | 2.6% (-1.5)         |
| 18회 | 2017년 8월 10일  | 4.6% (+2.0)         |
| 19회 | 2017년 8월 17일  | 3.6% (-1.0)         |
| 20회 | 2017년 8월 24일  | 3.4% (-0.2)         |
| 21회 | 2017년 8월 31일  | 3.8% (+0.4)         |
| 22회 | 2017년 9월 7일   | 3.8% (0)            |
| 23회 | 2018년 3월 8일   | 3.8% (0)            |
| 24회 | 2018년 3월 15일  | 4.8% (+1.0)         |
| 25회 | 2018년 3월 22일  | 3.8% (-1.0)         |
| 26회 | 2018년 3월 29일  | 3.8% (0)            |
| 27회 | 2018년 4월 5일   | 3.3% (-0.5)         |
| 28회 | 2018년 4월 12일  | 4.2% (+0.9)         |
| 29회 | 2018년 4월 19일  | 3.6% (-0.6)         |
| 30회 | 2018년 4월 26일  | 3.1% (-0.5)         |
| 31회 | 2018년 5월 3일   | 4.9% (+1.8)         |
| 32회 | 2018년 5월 10일  | 3.4% (-1.5)         |
| 33회 | 2018년 5월 17일  | 4.5% (+1.1)         |
| 34회 | 2018년 5월 24일  | 4.4% (-0.1)         |
| 35회 | 2018년 5월 31일  | 4.9% (+0.5)         |
| 36회 | 2018년 6월 7일   | 5.4% (+0.5)         |
| 37회 | 2018년 6월 14일  | 3.1% (-2.3)         |
| 38회 | 2018년 6월 28일  | 5.2% (+2.1)         |
| 39회 | 2018년 7월 5일   | 4.5% (-0.7)         |
| 40회 | 2018년 7월 12일  | 3.0% (-1.5)         |
| 41회 | 2018년 7월 19일  | 3.6% (+0.6)         |
| 42회 | 2018년 7월 26일  | 4.2% (+0.6)         |
| 43회 | 2018년 8월 2일   | 3.0% (-1.2)         |
| 44회 | 2018년 8월 9일   | 3.6% (+0.6)         |
| 45회 | 2018년 8월 16일  | 4.2% (+0.6)         |
| 46회 | 2018년 9월 6일   | 3.7% (-0.5)         |
| 47회 | 2018년 9월 13일  | 2.7% (-1.0)         |
| 48회 | 2018년 9월 20일  | 6.0% (+3.3)         |
| 49회 | 2018년 9월 27일  | 3.7% (-2.3)         |
| 50회 | 2018년 10월 4일  | 3.3% (-0.4)         |
| 51회 | 2018년 10월 11일 | 4.0% (+0.7)         |
| 52회 | 2018년 10월 18일 | 3.4% (-0.6)         |
| 53회 | 2018년 10월 25일 | 3.2% (-0.2)         |
| 54회 | 2018년 11월 1일  | 3.9% (+0.7)         |

## 결방 및 편성 변경 안내
- 2017년 9월 14일 ~ 2018년 3월 1일 : KBS 노동조합 파업의 내부 사정으로 인한 결방
- 2018년 6월 21일 : KBS 2TV 월화 드라마 너도 인간이니 특별판 편성
- 2018년 8월 23일 : 2018 자카르타-팔렘방 아시안게임 남자 축구 16강전 대한민국 vs 이란 중계방송으로 인한 결방
- 2018년 8월 30일 : 2018 자카르타-팔렘방 아시안게임 여자 핸드볼 결승 대한민국 vs 중국 중계방송으로 인한 결방